# 多爾頓鎮區 (阿肯色州蘭道夫縣)
多爾頓鎮區（英語：Dalton Township）是位於美國阿肯色州蘭道夫縣的一個行政鎮區。

## 地方資料
多爾頓鎮區的面積為110.04平方千米，當中陸地面積為109.78平方千米，而水域面積為0.26平方千米。根據2010年美國人口普查的數據，當地共有人口254人，而人口密度為每平方千米2.31人。